# Schutschur
Schutschur ist ein Ortsteil der Gemeinde Neu Darchau im Landkreis Lüchow-Dannenberg in Niedersachsen.
Das Dorf liegt südöstlich des Kernbereichs von Neu Darchau direkt am Westufer der Elbe an der Elbuferstraße.
Die Freiwillige Feuerwehr Neu Darchau-Schutschur ist in Schutschur stationiert.

## Geschichte
Am 1. Juli 1972 wurde Schutschur in die Gemeinde Neu Darchau eingegliedert.